# 向所浩二
向所 浩二（むかいじょ こうじ、1972年（昭和47年）11月25日 - ）は、兵庫県洲本市出身の競艇選手。
登録番号3577。身長159cm。血液型A型。70期。兵庫支部所属。同期に、濱野谷憲吾、前本泰和、木村光宏、西村勝らがいる。

## 来歴
- 1992年5月、尼崎競艇場での一般競走でデビュー。
- 2005年、芦屋競艇場・第8回競艇王チャレンジカップでSG初出場にして初優出の快挙（優勝戦4着・優勝は上瀧和則）。
- 2006年6月、浜名湖競艇場・第16回グランドチャンピオン決定戦で2回目のSG優出（優勝戦4着・優勝は坪井康晴）。7月には多摩川競艇場の「開設52周年記念・ウェイキーカップ」でG1初制覇。
- 2011年1月27日、津競艇場の「マンスリーKYOTEI杯」初日ドリーム戦で1000勝を達成[1]。

## 人物・エピソード
- 競艇好きの父親に連れられ、幼少期から鳴門競艇場に足を運んでいた[2]。視力が悪く、選手になる夢を諦めた父親に「代わりに選手になれ」と言われ、選手を目指す。「選手になって中道善博をやっつけたい」と学校の文集に書いていた[3]。
- 2003年『探偵!ナイトスクープ』(朝日放送）に当時6歳児の競艇少年で後に123期のボートレーサーとして2018年にデビューした数原魁から「モンキーターンをしたい」という依頼があり、尼崎競艇場で「特別競走　探偵！ナイトスクープ杯」を開催し、2号艇で出走（1号艇は山本隆幸、3号艇は水野要の操縦、数原が乗艇するタンデムボート）。優勝したのは数原と水野のペアだった。